# Deersville (Ohio)
Pour les articles homonymes, voir Deersville.
Deersville est un village américain situé dans le comté de Harrison, dans l'Ohio. Selon le recensement de 2010, sa population est de 79 habitants.